# Bundesstraße 4f
Pour les articles homonymes, voir Route 4.
La Bundesstraße 4f est un projet de route, une Bundesstraße, prévue entre une nouvelle sortie sur la Bundesautobahn 3 et l'aéroport de Nuremberg.

## Géographie
Le plan prévoit que l'itinéraire commencera sur la Flughafenstrasse et s'orientera vers le nord-est. Vient ensuite le passage souterrain du site de l'aéroport par un tunnel d'une longueur totale de 1 180 mètres. À environ 400 m au nord de l'aéroport, la B 4f s'élève et va en ligne droite légèrement au-dessus du sol avant de se confondre ensuite avec l'A 3.

## Histoire
En 2006, l'aéroport de Nuremberg un volume de passagers de 3,97 millions de passagers. Par le Land de Bavière et la ville de Nuremberg, l'aéroport n'est cependant pas suffisamment développé en termes de trafic routier, les routes d'accès traversent parfois des zones résidentielles et n'ont pas une capacité suffisante. Dans le cadre d'une procédure d'aménagement du territoire, les variantes "Tunnel Est direct" "Tunnel Est indirect" sont évaluées positivement en termes d'aménagement du territoire. Le demandeur, l'autorité de construction routière de Nuremberg, devait maintenant décider pour laquelle des deux variantes une procédure d'approbation de plan devait être engagée, elle tranche en faveur de la variante "Tunnel Est indirect".
Une initiative citoyenne, l'« Alliance Non à la liaison aéroportuaire vers le nord », s'oppose à la construction. Cette initiative citoyenne questionne la nécessité de cette route et argumente sur l'impact sur l'environnement.
En raison des mesures correctives nécessaires sur l'aérodrome, qui est contaminé par des PFC, la poursuite du projet est remise en question. La ville de Nuremberg ne soutient plus le projet.

## Source
- (de) Cet article est partiellement ou en totalité issu de l’article de Wikipédia en allemand intitulé « Bundesstraße 4f » (voir la liste des auteurs).

1. ↑  (de) « Nordanbindung B4f », sur Nein zur Flughafen Nordanbindung (consulté le 15 février 2023)